# Xã Midland, Quận Gage, Nebraska
Xã Midland (tiếng Anh: Midland Township) là một xã thuộc quận Gage, tiểu bang Nebraska, Hoa Kỳ. Năm 2010, dân số của xã này là 559 người.